# Castelo de Iorque

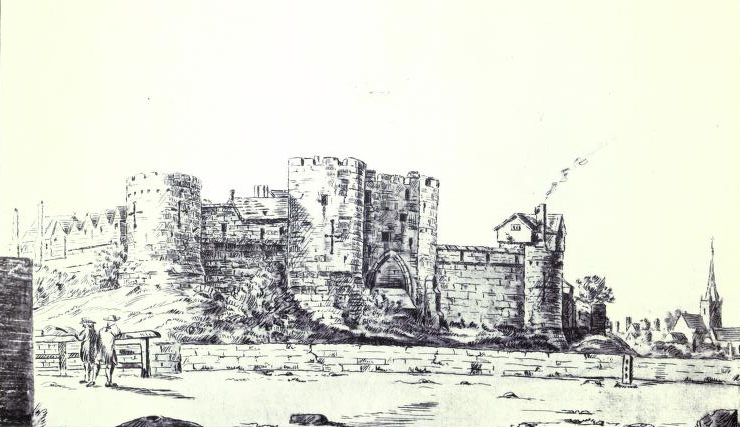
Castelo de Iorque em 1699

Castelo de Iorque (York) é um complexo fortificado na cidade de Iorque, Inglaterra. Erguido originalmente a mando de Guilherme I para controlar a antiga cidade viquingue de Jorvique (Jórvík),

## História
Iorque foi uma capital viquingue no século X, e continuou como uma importante cidade do norte no século XI. Em 1068, na primeira expedição ao norte de Guilherme, o Conquistador, após a Conquista Normanda, ele construiu vários castelos no nordeste da Inglaterra, incluindo um em Iorque. primeiro castelo em York foi um castelo básico de madeira construído entre os rios Ouse e Foss no local do atual Castelo de York. Foi construído às pressas; relatos contemporâneos implicam que foi construído em apenas oito dias, embora essa afirmação tenha sido contestada.